# Bahnstrecke Wächtersbach–Bad Orb
| Lokomotive Emma der Dampfkleinbahn Bad Orb |                         |                               |                               |
| Streckennummer: | 9362                    |                               |                               |
| Kursbuchstrecke (DB): | 618, 12618              |                               |                               |
| Kursbuchstrecke: | 169v (1934) 192e (1946) |                               |                               |
| Streckenlänge: | 6,5 km                  |                               |                               |
| Spurweite: | 600 mm, ehemals 1435 mm |                               |                               |
| Maximale Neigung: | 3,1 ‰                   |                               |                               |
| Minimaler Radius: | 180 m                   |                               |                               |
| |                         |                               |                               |
| \| \| \| \| \| \| \| \| Wächtersbach Staatsbahnhof \| \| \| \| 0,0 \| Wächtersbach Kleinbahnhof \| Wächtersbach Kleinbahnhof \| \| \| \| \| \| \| \| \| Flutgraben \| \| \| \| \| Kinzig \| \| \| \| 2,0 \| Aufenauer Berg \| Aufenauer Berg \| \| \| \| A 66 \| \| \| \| 5,1 \| Bad Orb Aumühle \| Bad Orb Aumühle \| \| \| 6,5 \| Bad Orb \| Bad Orb \| \| \| 8,2 \| Truppenübungsplatz Wegscheide \| Truppenübungsplatz Wegscheide \| |                         |                               |                               |
| |                         |                               |                               |
| Bahnhof |                         | Wächtersbach Staatsbahnhof    | Wächtersbach Staatsbahnhof    |
| Strecke · Kopfbahnhof Streckenanfang | 0,0                     | Wächtersbach Kleinbahnhof     | Wächtersbach Kleinbahnhof     |
| Abzweig geradeaus und ehemals von links · Abzweig geradeaus und ehemals nach rechts |                         |                               |                               |
| Strecke · Brücke über Wasserlauf |                         | Flutgraben                    | Flutgraben                    |
| Brücke über Wasserlauf |                         | Kinzig                        | Kinzig                        |
| ehemaliger Bahnhof | 2,0                     | Aufenauer Berg                | Aufenauer Berg                |
| Strecke mit Straßenbrücke |                         | A 66                          | A 66                          |
| Haltepunkt / Haltestelle | 5,1                     | Bad Orb Aumühle               | Bad Orb Aumühle               |
| Kopfbahnhof Strecke ab hier außer Betrieb | 6,5                     | Bad Orb                       | Bad Orb                       |
| Betriebs-/Güterbahnhof Streckenende (Strecke außer Betrieb) | 8,2                     | Truppenübungsplatz Wegscheide | Truppenübungsplatz Wegscheide |

Die Bahnstrecke Wächtersbach–Bad Orb ist eine 7,5 km lange, heute schmalspurige Eisenbahnstrecke (ursprünglich Normalspur), die im Bahnhof Wächtersbach beginnt und nach Bad Orb führt. Sie wurde 1901 durch die Bad Orber Kleinbahn AG eröffnet und der Betrieb wurde am 4. März 1995 eingestellt. Am 26. Mai 2001 ging ein erstes Teilstück wieder als 600-mm-Schmalspurbahn in Betrieb, seit dem 29. Oktober 2006 wird wieder die komplette Strecke befahren. Es findet allerdings nur ein eingeschränkter Betrieb an Sonntagen im Sommer statt.

## Geschichte

### Betrieb

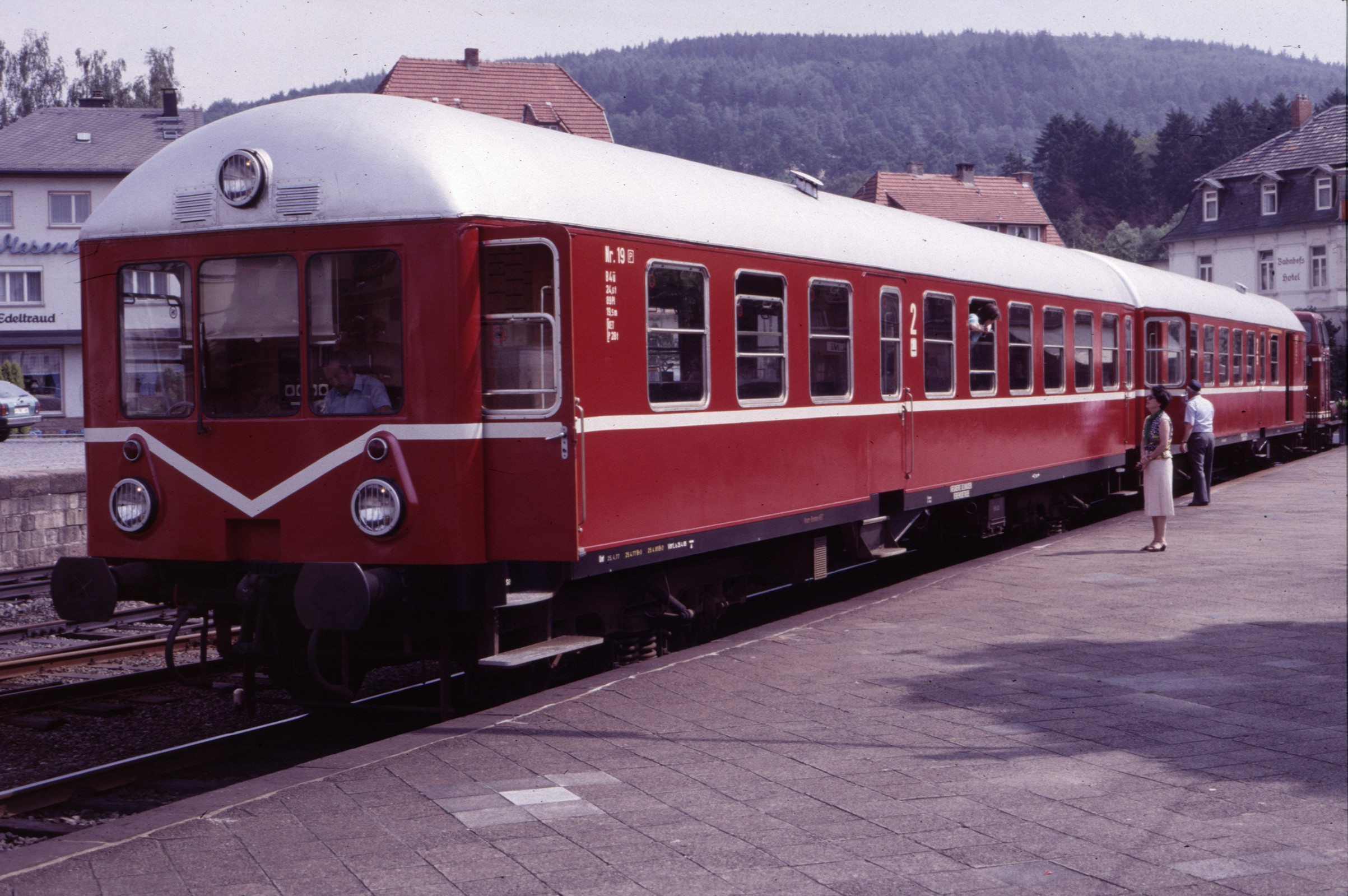
Reisezug mit Steuerwagen im Bahnhof Bad Orb, 1984

Bauherr und Betreiber war zunächst die Bad Orber Kleinbahn AG, welche am 20. August 1900 gegründet wurde. An ihr waren der preußische Staat und die Provinz Hessen-Nassau zu je einem Drittel sowie der Landkreis Gelnhausen und die Stadt Orb zu je einem Sechstel des Kapitals beteiligt.
Die Strecke konnte am 23. Mai 1901 in Betrieb genommen werden. Schon 1902 errichtete die Bad Orber Kleinbahn AG zusammen mit der Wächtersbach-Birsteiner Kleinbahn AG eine gemeinsame Verwaltung, der ab 1915 auch die Spessartbahn AG und die Freigerichter Kleinbahn AG unterstellt wurden. Die Strecke wurde durch die Bad Orber Kleinbahn AG als Normalspurbahn errichtet und zunächst auch betrieben. Sie verband die Bahnstrecke Frankfurt–Göttingen mit der Kurstadt Bad Orb im nördlichen Spessart.
Zum 1. April 1937 wurde der Landkreis Gelnhausen Eigentümer der vier gemeinsam verwalteten Kleinbahnen und bildete daraus den Eigenbetrieb „Gelnhäuser Kreisbahnen“, der später zu einem Teil der Kreiswerke Gelnhausen wurde.

### Betriebseinstellung
Der Main-Kinzig-Kreis, in dem der Landkreis Gelnhausen 1974 aufgegangen war, wollte das seit den 1960er Jahren wachsende Defizit der Kleinbahn nicht mehr tragen. Die Stadt Bad Orb wollte den Bahnbetrieb hingegen aufrechterhalten und konnte 1979 gegen Zahlung von 500.000 D-Mark und Abschluss eines Stromliefervertrags mit den Kreiswerken den Betrieb für weitere 15 Jahre sichern. Die Errichtung einer Unterführung unter die neu gebaute Bundesautobahn 66 und die Beseitigung des Bahnübergangs an der Bundesstraße 276 erforderte eine Einstellung des Zugbetriebs von 1981 bis 1982.
Im Mai 1991 verunglückte am damals nur mit Blinklicht gesicherten Bahnübergang an der Martinusstraße in Bad Orb eine Schülerin, die noch ihren Zug erreichen wollte, tödlich. Im Verfahren, das sich über alle Instanzen bis zum Bundesgerichtshof zog, wurde der Bahn, obwohl alle Sicherheitsvorkehrungen getroffen waren, die alleinige Schuld am Unfall zugewiesen. Die dadurch notwendige Sicherung des betroffenen Bahnübergangs mit Halbschranken sorgte für eine insgesamt zweijährige Betriebseinstellung, erst am 31. Januar 1993 konnte der Betrieb wieder aufgenommen werden. Da neben den Kosten des Unfalls auch eine Sanierung des Oberbaus notwendig gewesen wäre, um die Bahnstrecke weiter zu betreiben, stellten die Kreiswerke den Bahnbetrieb am 4. März 1995 endgültig ein. Der Vorschlag des Fahrgastverbandes Pro Bahn, die Strecke zu sanieren und in den Rhein-Main-Verkehrsverbund einzubinden, wurde nicht weiter verfolgt. Die Bahnstrecke wurde nach der Einstellung zum symbolischen Preis von einer D-Mark an die Stadt Bad Orb verkauft.

## Verkehr
Hauptzielgruppe waren zunächst die Kurgäste, für die einige Schnellzugpaare in Wächtersbach hielten. Schüler-, Berufs- und touristischer Verkehr kamen hinzu.
Güterverkehr fand vor allem zum Truppenübungsplatz Lettgenbrunn auf der Wegscheide ab 1911 und bis 1921 statt. Dazu wurde die Bahn verlängert. Sie fuhr nun durch die Haselstraße bis zum Anschluss einer Standseilbahn am Wintersberg, die Güter auf die höher gelegene Wegscheide transportierte. An die Bergstation der Standseilbahn schloss sich ein umfangreiches militärisches Feldbahnnetz an.
Nach dem Ende des Truppenübungsplatzes wurde dort ein Ferienlager für Frankfurter Schulkinder eingerichtet, die mit der Bahn an- und abreisten, ebenso wie ihre Eltern, für die an Wochenenden durchgehende Züge von Frankfurt bis Bad Orb eingesetzt wurden.
Trotz wiederholter Rückschläge entwickelte sich der Personenverkehr bis in die 1950er Jahre hinein stetig aufwärts. Um 1960 wurden jährlich 400.000 Reisende im Jahr befördert. Bis zu 15 Zugpaare verkehrten täglich. 1974 wurde eine Jahresleistung von über 500.000 Fahrgästen erreicht. Nahezu zwanzig Zugpaare täglich pendelten in den besten Jahren zwischen Wächtersbach und Bad Orb.

## Bauwerke
Das Empfangsgebäude in Bad Orb von 1925/26 ist ein Kulturdenkmal nach dem Hessischen Denkmalschutzgesetz.

## Fahrzeuge
Um 1903 ließ die Bahn einen Salonwagen bei Henschel & Sohn in Kassel bauen. Weil er kaum genutzt wurde, verkaufte ihn die Bahn schon 1906 an die Krefelder Eisenbahn-Gesellschaft.
Seit 1959 wurde die Strecke mit einer Wendezug-Garnitur mit zwei Personenwagen und einer Diesellokomotive betrieben – ein damals recht moderner Ansatz. Bei dieser Fahrzeugkombination blieb es bis zur Betriebseinstellung 36 Jahre später. Die dreiachsigen Diesellokomotiven vom Typ MaK 240 C kamen von der Maschinenbau Kiel, die beiden vierachsigen Wagen von der Waggonfabrik Gebrüder Credé. Der Steuerwagen hatte zwei Großraum-Abteile 2. Klasse und ein Steuerabteil, der andere Wagen zwei Abteile 1. Klasse, ein Abteil 2. Klasse und einen Gepäckraum. Die Zuggarnitur ist im Eisenbahnmuseum Darmstadt-Kranichstein erhalten, eine Diesellokomotive vom Typ MaK 240 C der Gelnhäuser Kreisbahnen befindet sich in Birstein als Denkmallok am Vogelsberger Südbahnradweg.

## Reaktivierung als Schmalspurbahn

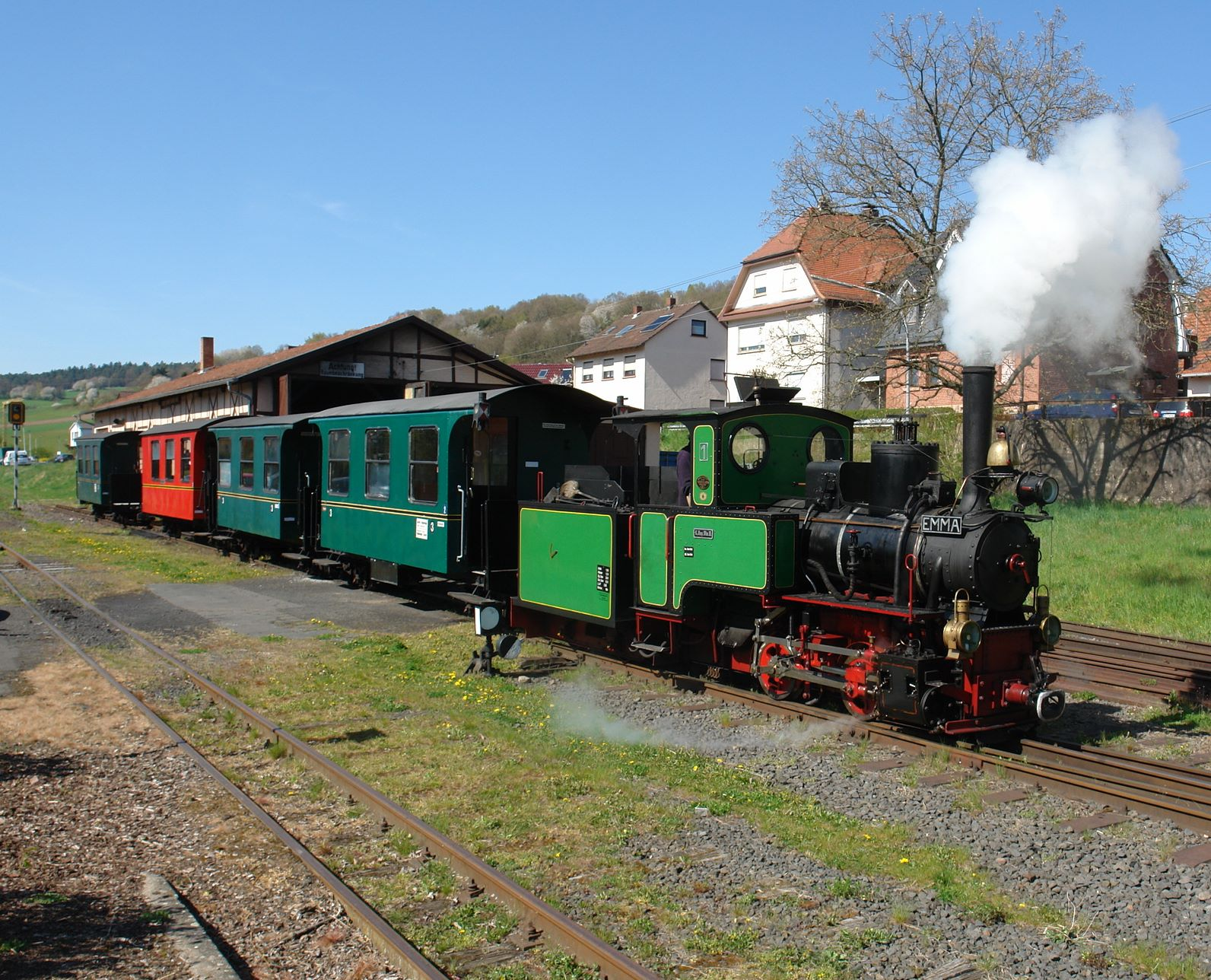
Der Zug der Dampfkleinbahn im Bahnhof Bad Orb (2015)

Nach einigen fehlgeschlagenen Versuchen, wieder eine Normalspurbahn fahren zu lassen, wurde ein Betreiber gefunden, allerdings für eine Schmalspurbahn: Dampfkleinbahn Bad Orb Rolf Jirowetz & Siegfried Theimer GbR.
Im Jahr 2000 begann die hinter dieser Gesellschaft stehende Gruppe von Bahnfreunden mit der Reaktivierung der Strecke – ein rein ehrenamtliches Engagement. Dazu wurde die Strecke von Normalspur (1435 mm) auf Schmalspur (600 mm) umgespurt. Auf dieser Basis wird seit dem 26. Mai 2001 mit Fahrzeugen, die von der König-Ludwig-Dampfbahn Bad Brückenau kamen, von Bad Orb bis zum Haltepunkt Aumühle, seit August 2002 bis zum Haltepunkt Aufenauer Berg und seit 29. Oktober 2006 wieder bis Wächtersbach gefahren. Die Bahn wird als Anschlussbahn betrieben.
Der Betrieb ist ein Saisonbetrieb, der sonn- und feiertags von Ostern bis Ende Oktober stattfindet. Er wird ausschließlich von ehrenamtlichen Eisenbahnfreunden durchgeführt. Gefahren wird mit der Dampflokomotive „Emma“. Da die Dampflok „Emma“ am zeitweiligen Endbahnhof Aufenauer Berg (aufgrund fehlenden Umfahrgleises) nicht umsetzen konnte, wurde an Betriebstagen dort auf dem einzigen Abstellgleis (Stumpfgleis) eine Diesellok abgestellt. So konnte die Dampflok über das Abstellgleis an das andere Zugende rangiert werden.

## Zukunft
2023 wurden Pläne bekannt, die Strecke wieder als normalspurige Bahnstrecke für den ÖPNV zu reaktivieren. Dazu äußerte sich der Betreiber und Lokführer der Schmalspurbahn, dass er an der Reaktivierung zweifle, ihr aber nicht im Wege stehen würde.
In einer Stellungnahme des Fahrgastverbandes Pro Bahn und Bus im Jahre 2025 wird die Reaktivierung der Strecke in Normalspur und deren Einbindung in den Rhein-Main-Verkehrsverbund als längst überfällig beurteilt und auf zahlreiche Beispiele erfolgreicher Reaktivierungen in ganz Deutschland verwiesen. Die derzeit hessenweit vorgenommene Prüfung der Wiederinbetriebnahme ehemaliger Bahnstrecken könnte hierfür als Hebel dienen, sofern die Vertreterinnen und Vertreter des Landkreises sowie der Stadt Bad Orb politischen Druck entwickelten, vor allem mit Verweis auf die Stärkung Bad Orbs als Wohn- und Touristik-Standort.

## Lokomotiven der Schmalspurbahn
| Betriebs- nr. | Baujahr | Hersteller              | Fabrik- nr. | Antrieb            | Strecke              | Standort        | Bemerkungen                                     | betriebs- fähig      |
| ------------- | ------- | ----------------------- | ----------- | ------------------ | -------------------- | --------------- | ----------------------------------------------- | -------------------- |
| Emma          | 1923    | Hohenzollern            | 4382        | Dampf              | Wächtersbach–Bad Orb | Bahnhof Bad Orb | Leistung: 55 PS; Höchstgeschwindigkeit: 25 km/h | Nein (Kesselschaden) |
|               | 1955    | Lokomotivbau Babelsberg | 248638      | Diesel Type Ns 2 f | Wächtersbach–Bad Orb | Bahnhof Bad Orb | Leistung: 30 PS; Höchstgeschwindigkeit: 14 km/h | Ja                   |
|               | 1958    | Lokomotivbau Babelsberg | 262049      | Diesel Type Ns 2 f | Wächtersbach–Bad Orb | Bahnhof Bad Orb | Leistung: 30 PS; Höchstgeschwindigkeit: 14 km/h | Ja                   |